# New Virginia
New Virginia és una població dels Estats Units a l'estat d'Iowa. Segons el cens del 2000 tenia 469 habitants.

## Demografia
Segons el cens del 2000, New Virginia tenia 469 habitants, 192 habitatges, i 137 famílies. La densitat de població era de 393,7 habitants/km².
Dels 192 habitatges en un 31,8% hi vivien nens de menys de 18 anys, en un 60,4% hi vivien parelles casades, en un 5,2% dones solteres, i en un 28,6% no eren unitats familiars. En el 23,4% dels habitatges hi vivien persones soles el 14,1% de les quals corresponia a persones de 65 anys o més que vivien soles. El nombre mitjà de persones vivint en cada habitatge era de 2,44 i el nombre mitjà de persones que vivien en cada família era de 2,89.
Per edats la població es repartia de la següent manera: un 23,5% tenia menys de 18 anys, un 8,1% entre 18 i 24, un 29,4% entre 25 i 44, un 25,2% de 45 a 60 i un 13,9% 65 anys o més.
L'edat mediana era de 37 anys. Per cada 100 dones de 18 o més anys hi havia 102,8 homes.
La renda mediana per habitatge era de 38.750 $ i la renda mediana per família de 47.500 $. Els homes tenien una renda mediana de 36.042 $ mentre que les dones 26.625 $. La renda per capita de la població era de 20.803 $. Entorn del 8,1% de les famílies i el 9,9% de la població estaven per davall del llindar de pobresa.

## Poblacions més properes
El següent diagrama mostra les poblacions més properes.